# EE Волопаса
EE Волопаса (лат. EE Boötis), HD 127662 — двойная звезда в созвездии Волопаса на расстоянии приблизительно 803 световых лет (около 246 парсеков) от Солнца. Видимая звёздная величина звезды — от +8,69m до +8,49m.

## Характеристики
Первый компонент — оранжевый гигант, пульсирующая медленная неправильная переменная звезда (LB) спектрального класса K5, или K2. Масса — около 1,077 солнечной, радиус — около 13,658 солнечных, светимость — около 40,86 солнечных. Эффективная температура — около 4433 K.
Второй компонент — коричневый карлик. Масса — около 19,15 юпитерианских. Удалён на 1,533 а.е..